# Кирпич
Кирпичът е строителен материал, вид непечена тухла, която се прави от глина, пясък и вода, с добавка на армиращ органичен материал като слама. Оформя се в блокчета, които се оставят на слънце, за да изсъхнат. От кирпич са направени например Зикуратите – едни от най-старите сгради на планетата, още около 4000 г. пр.н.е. Днес се използва в някои райони на Северна Африка, Южна Америка, Близкия изток, централна и югоизточна Европа, включително България.
Голямата джамия в Джене е най-голямата сграда от кирпич в света.